# Seznam českých představitelů pohádkových princů

## A
- Marek Adamczyk – Jak si nevzít princeznu (Leopold)

## B
- Jiří Bartoška – Třetí princ (Jindřich)
- Dominick Benedikt – Zakletá jeskyně (Cyril)
- Filip Blažek – Kouzelný šíp (Vladan)
- Ondřej Brousek – Pták Ohnivák (Otmar), O ztracené lásce (Pravoslav)

## C
- Filip Cíl – Johančino tajemství (princ)

## Č
- Ernesto Čekan – Dědo, čaruj (Zbyšek)
- Jan Čenský – Jediná na světě (Adam)

## D
- Michal Dalecký – O vánoční hvězdě (Otakar)
- Patrik Děrgel – Korunní princ (Jan), Škola princů (Richard)
- Vladimír Dlouhý – O labuti (princ)
- Jan Dolanský – 100+1 princezna (Myšlenka)
- Radim Drexler – O Ječmínkovi (Ječmínek)
- Vojtěch Dyk – Micimutr (Vladimír)

## F
- Ladislav Frej – Kouzelný šíp (Vítek)

## H
- Kryštof Hádek – Lojzička je číslo (Evžen), Korunní princ (Karel)
- Vlastimil Harapes – Panna a netvor [mluví Jiří Zahajský]
- Ondřej Havelka – Princezny nejsou vždycky na vdávání (princ Marian)
- Tomáš Havlínek – Řachanda (Jaromír)
- Marek Holý – Kočičí princezna (princ)
- Miroslav Horníček – Byl jednou jeden král... (krásný princ)
- Jan Hrušínský – Jak se budí princezny (Jaroslav)

## J
- Josef Jakubec – Za humny je drak (Vincek Patočka)
- Václav Jílek – Micimutr (Ivan)

## K
- Tomáš Klus – Tajemství staré bambitky (Jakub)
- Jiří Kohout – Čertova nevěsta (Vendelín)
- Miloš Kopecký – Byl jednou jeden král... (Chytrý)
- Vojtěch Kotek – Fišpánská jablíčka (František)
- Nicolas Kourek – Království potoků (Václav-dítě)
- David Kraus – Královský slib (princ) [mluví Jan Dolanský]
- Jan Kraus –  Jak se budí princezny (Jiří)
- Ondřej Kraus – Zakletá jeskyně (Zach)
- Miroslav Krejčiřík – Za humny je drak (Jožánek Patočka)
- Štěpán Kubišta – Čert ví proč (Filip)
- Jiří Kuldan – Marie Růžička (Daniel)

## L
- Jiří Langmajer – Pták Ohnivák (Wolf)
- Marek lambora - Princezna zakletá v čase , Princezna zakletá v čase 2 ( Jan)
- Lubomír Lipský –  Byl jednou jeden král... (chrabrý princ)
- Pavel Liška – Sněžný drak (Petr)
- Petr Lněnička – Sněžný drak (Jan)
- Ivan Lupták – Micimutr (Igor)

## M
- Jiří Mádl – Peklo s princeznou (Jeroným)
- Tomáš Matonoha – Sněžný drak (Pavel)
- Filip Menzel – Kulihrášek a zakletá princezna (škaredý princ)
- Martin Mráz – Za humny je drak (Matěj Patočka)
- Martin Myšička – Sněžný drak (Černý princ)

## N
- Antonín Navrátil – Až já budu královna (Lucián), Jak se princ učil řemeslu (Viktor), O vodě, lásce a štěstí (Vojtěch)
- Nikola Navrátil – Micimutr (Ludvík)
- Václav Neckář – Šíleně smutná princezna (Václav)
- Václav Neužil – Sedmero krkavců (Norbert)
- Michal Novotný – 100+1 princezna (Semrád)

## O
- Jiří Ouhleda – O medvědu Ondřejovi (Zbyněk)

## P
- Zdeněk Podhůrský – O princezně Jasněnce a létajícím ševci (princ ze Země stříbrného draka)
- Jiří Postránecký – O princezně Jasněnce a létajícím ševci (princ ze Země na konci světa)
- Jakub Prachař –  Království potoků (Václav)
- Lukáš Příkazský – Sedmero krkavců (Bartoloměj)

## R
- Saša Rašilov  – Kouzelný měšec (Petr), Princ Hněvsa (Hněvsa)
- Filip Renč – Dvojčata (princ)
- Boris Rösner – Bratři (Petr)
- Daniel Rous – Černovláska (Marcel)
- Matouš Ruml – Škola princů (Petr)

## S
- Soběslav Sejk – O medvědu Ondřejovi (Hynek)
- Matyáš Sekanina – Jak si nevzít princeznu (Leopold-dítě)
- David Schneider – Kulihrášek a zakletá princezna (čínský princ)
- Roman Skamene – Kulihrášek a zakletá princezna (tlustý princ)
- Pavel Soukup – Bratři (Pavel)
- František Staněk – Blankytná pohádka (Leon)
- Martin Stránský – Anička s lískovými oříšky (Jaromír)
- Jiří Suchý z Tábora – Micimutr (Bedřich)
- Petr Svačina – Bronzová koruna (Richard)
- Petr Svojtka – Malá mořská víla (princ Jižní říše)

## Š
- Pavel Šimák – Bezvousák a princezna Kamila (Kristián XIX.), Neklejte, princi! (Jakub)
- Jan Škvor – Mořská brána (Viktor)
- Roman Štabrňák – O vánoční hvězdě (Vavřinec)
- Jan Šťastný –  Za humny je drak (Jan) [mluví Gustav Bubník], Lolinka a knírač (Rosulus), Modrá krev (Řehoř)
- Jiří Štědroň – Popelka (Mojmír)
- Petr Štěpánek – Jak se Mette chtěla stát královnou

## T
- Filip Tomsa – Fišpánská jablíčka (Vojta)
- Pavel Trávníček – Tři oříšky pro Popelku (princ) [mluví Petr Svojtka], Třetí princ (Jaromír a Jaroslav), O chytrém Honzovi (Bajaja)
- Josef Trojan – Tři princezny (Felix)
- Ivan Trojan – Kryštof a Kristina (Kryštof), O čarovné Laskonce (Matěj)
- Daniel Tůma – Kouzelnice (princ)

## V
- Lukáš Vaculík – Berenika (Bernard), Hrad stínů (Tomáš), Mořská brána (Valentin)
- Jan J. Vágner – Malá mořská víla (princ Moře zapadajícího slunce)
- Petr Vágner – Čertova nevěsta (válečný princ)
- Marek Vašut – Hora jménem Andělská (Ursinus)
- Ondřej Vetchý –  Kouzelný měšec (Velemír), Čarodějné námluvy (Hektor)
- Oldřich Vízner – Arabela (Vilibald), Kdo probudí Pindruše...? (Mirabel), O chytrém Honzovi (Banene)
- Miroslav Vladyka – Co takhle svatba, princi? (David), Ať přiletí čáp, královno! (David),  O houbovém Kubovi a princi Jakubovi (Jakub)
- Dušan Vodák –  O princezně Jasněnce a létajícím ševci (princ Říše tisíce ostrovů)
- Pavel Vondra – Kulihrášek a zakletá princezna (krásný princ)
- Václav Vydra – S čerty nejsou žerty (strašpytel)

## Z
- Josef Zíma – Princezna se zlatou hvězdou (Radovan)
- Vladimír Zoubek – O medvědu Ondřejovi (Vítek)